# Distretto di Liwan
Il distretto di Liwan è uno dei dieci distretti di Guangzhou. Il distretto è diviso in due parti dal fiume delle Perle: il Xiguan a nord e il Fangcun a sud.
Il distretto di Liwan prende il nome da "Lizhiwan", che deriva dal poema di "una baia di acqua verde e lychees rossi lungo entrambe le rive". Copre un'area di 16,2 chilometri quadrati (6,3 miglia quadrate) e ha una popolazione permanente di circa 540.000 abitanti e una popolazione non nativa permanente di oltre 200.000. Il distretto di Liwan è posizionato nella fiorente parte occidentale di Guangzhou, sulla riva nord-orientale del fiume Pearl.